# Rebellion (groupe)
Pour les articles homonymes, voir Rebellion (homonymie).
Rebellion est un groupe de power metal allemand originaire de Francfort-sur-le-Main, dans le Land de Hesse. Le groupe est connu pour ses albums concept, soit l'histoire de Macbeth de William Shakespeare qui est le sujet de l'album Shakespeare's Macbeth - A Tragedy in Steel et l'histoire des Viking, réalisée dans la trilogie Sagas of Iceland - The History of the Vikings Volume 1, Miklagard - The History of the Vikings Volume 2 et Arise: From Ginnungagap to Ragnarök - The History of the Vikings Volume 3. L'album Born a Rebel est donc une exception et traite des sujets divers comme la guerre ou la religion.

## Biographie
Rebellion est formé en 2001 par Uwe Lulis, à Francfort-sur-le-Main, l'ancien guitariste et Tomi Göttlich, l'ancien bassiste de Grave Digger. En décembre 2003, ils sont annoncés en ouverture pour le groupe U.D.O.
En 2005, ils publient la première partie de ce que deviendra la trilogie Sagas of Iceland - The History of the Vikings, qui comme son nom l'indique traite des Vikings et de la mythologie nordique, Sagas of Iceland - The History of the Vikings Volume 1. En septembre 2005, le groupe annonce une tournée nationale en soutien à l'album du 9 septembre au 1er avril. Ils publient la deuxième partie, Sagas of Iceland - The History of the Vikings Volume 2, en 2007. Le troisième chapitre, intitulé Arise: From Ginnungagap to Ragnarök - The History of the Vikings Volume III, est publié en 2009.
En décembre 2010, Uwe Lulis, Simone Wenzel et Gerd Lücking décident de quitter le groupe, notamment parce que Uwe Lulis avait une autre manière de travailler que Tomi Göttlich et s'était distancé du groupe vu qu'il y avait aussi peu de concerts récemment à cause d'un accident de motocyclette d'Uwe Lulis. Simone Wenzel joint un autre groupe et fait du théâtre, tandis que Gerd Lücking ne voit plus de futur pour le groupe et décide de monter un nouveau projet ensemble avec Uwe Lulis. Malgré ces décisions, les membres du groupe sont restés amis et Tomi Göttlich et Michael Seifert décident de continuer le groupe malgré tout avec de nouveaux musiciens et collègues. 
À la fin de 2015, le groupe sort un nouvel album intitulé Wyrd bið ful aræd - The History of the Saxons.

## Membres

### Membres actuels
- Michael Seifert - chant (depuis 2001)[1]
- Tomi Göttlich - guitare basse (depuis 2001)[1]
- Oliver Geibig - guitare (depuis 2011)[1]
- Stephan Karut - guitare (depuis 2011)[1]
- Timo Schneider - batterie, percussions (depuis 2013)[1]

### Anciens membres
- Randy Black - batterie, percussions (2001-2003)[1]
- Björn Eilen - guitare (2001-2005)[1]
- Uwe Lulis - guitare (2001-2010)[1]
- Gerd Lücking - batterie, percussions (2004-2010)[1]
- Simone Wenzel - guitare (2006-2010)[1]
- David Faifer - batterie, percussions (2011)[1]
- Mathias Karle - batterie, percussions (2011)[1]

## Discographie
- 2002 : Shakespeare's Macbeth - A Tragedy in Steel
- 2003 : Born a Rebel (Drakkar Records/BMG)
- 2005 : Sagas of Iceland - The History of the Vikings Volume 1
- 2006 : Miklagard (single)
- 2007 : Miklagard - The History of the Vikings Volume 2
- 2009 : The Clans Are Marching (EP)
- 2009 : Arise: From Ginnungagap to Ragnarök - The History of the Vikings Volume 3
- 2012 : The Best Of Viking History (Compilation)
- 2012 : Arminius - Furor Teutonicus
- 2015 : Wyrd bið ful aræd - The History of the Saxons
- 2018 : A Tragedy in Steel, Part II - Shakespeare's King Lear
- 2021 : We Are The People